# Lutzville
Lutzville ist eine Ortschaft im Distrikt West Coast in der südafrikanischen Provinz Western Cape.
Lutzville entstand an einem Ort, wo es eine bekannte Raststelle in einer Höhle im Felsen oberhalb der heutigen Siedlung gab. Die erste Erwähnung dieses Punktes aus dem Jahre 1661 stammt von Pieter Everaerts mit der Bezeichnung Vlermuisklip. Reisende und später britische Soldaten im Ersten Burenkrieg nutzten die Höhle als Unterkunft. Eine bereits entstandene kleine Siedlung wurde im August 1923 nach Johan J. Lutz benannt, einem bekannten südafrikanischen Wasserbauingenieur, der an der Errichtung des Clanwilliam-Staudamms beteiligt war. Vlermuisklip bedeutet in Afrikaans „Fledermausfelsen“, eine markante Erhebung am Ort.

## Geographie
Die Ortschaft Lutzville befindet sich auf dem Territorium der Lokalgemeinde Matzikama im Tal des Olifants River. Sie hat einen Ortsteil mit dem Namen Uitkyk. Eigenständige (main place) Nachbarorte sind Vredendal im Südosten und im Nordwesten Koekenaap.

## Bevölkerung
Gemäß der Volkszählung von 2011 lebten hier 5232 Personen in 1382 Haushalten auf 2,33 km². Davon waren 75 % Coloureds, 13 % weiß und 10 % schwarz. Als Hauptsprache gaben 91 % Afrikaans, 4,08 % isiXhosa und 1,84 % Englisch an.

## Wirtschaft
Die Bewohner von Lutzville leben überwiegend von der Landwirtschaft. Es gibt hier Weinberge. Der Ort ist zudem für seine Tomatenanpflanzungen bekannt. Eine ansässige Fabrik stellt daraus einen in Südafrika bekannten Ketchup her. Weitere Agrarprodukte sind Bohnen, Rosinen, Kartoffeln, Kürbisse, Rote Rüben, Tafeltrauben und Wassermelonen.
Im Unterlauf des Olifants River gibt es auf beiden Talseiten Bewässerungskanäle, die der Versorgung der landwirtschaftlichen Flächen dienen, das Lower Olifants River scheme. Die erforderlichen Wasserreservoire sind der Clanwilliam Dam und der Bulshoek Dam. Zur kooperativen und mengenbezogen organisierten Wassernutzung gibt es eine Vereinigung der Anlieger (LORWUA). Die klimatischen Bedingungen der Region ergeben eine Jahresniederschlagsmenge von etwa 152 mm.

## Verkehr
In der Ortsmitte kreuzen sich die Regionalstraßen R362 und R363. Die R362 zweigt in Vredendal von der R27 und verläuft ab Lutzville in Richtung Atlantikküste nach Strandfontein und weiter nach Doringbaai. Die R 363 kommt ebenfalls als Seitenstraße der R27 von Vredendal und führt nach Lutzville und weiter in den Norden bis nach Nuwerus, wo sie in die Nationalstraße N7 einmündet.
Östlich des Ortes gibt es eine Landepiste für Flugzeuge, den Holrivier Airport.
Die Bahnstrecke Sishen–Saldanha (Orex line) für den Eisenerztransport aus der Region um Dingleton im Landesinnern verläuft in der Nähe der Ortslage und quert auf einer langen Brücke das Tal des Olifants River. Da es darauf keine Personentransporte gibt, existiert auch kein Haltepunkt.

## Sehenswürdigkeiten
- Weinkulturen in der Umgebung
- Felsenmassiv des Vlermuisklip
- Farm Melkboomsdrift, historische Gebäude aus dem Jahre 1825[2]
- Wildblumenblüte im August und September
- Eisenbahnbrücke der Orex line, errichtet 1976, Länge 1035 m und 22 Pfeiler[2]
- Südlich des Ortes befindet sich das Lutzville Conservation Area.